# Річард Матвійчук
Річард Матвійчук (англ. Richard Matvichuk, нар. 5 лютого 1973, Едмонтон) — колишній канадський хокеїст, що грав на позиції захисника. Грав за збірну команду Канади.
Володар Кубка Стенлі. Провів понад 900 матчів у Національній хокейній лізі. 

## Ігрова кар'єра
Хокейну кар'єру розпочав 1989 року в ЗХЛ.
1991 року був обраний на драфті НХЛ під 8-м загальним номером командою «Міннесота Норт-Старс». 
Протягом професійної клубної ігрової кар'єри, що тривала 17 років, захищав кольори команд «Міннесота Норт-Старс», «Даллас Старс» та «Нью-Джерсі Девілс».
Загалом провів 919 матчів у НХЛ, включаючи 123 гри плей-оф Кубка Стенлі.
Був гравцем молодіжної збірної Канади, у складі якої брав участь у 4 іграх. Виступав за національну збірну Канади, провів 7 ігор в її складі.

## Тренерська робота
З травня 2012 працював з клубом Центральної хокейної ліги «Аллен Американс». 12 червня 2014 уклав контракт із клубом «Міссурі Маверікс» (СХЛ). 

## Нагороди та досягнення
- Пам'ятний трофей Білла Гантера (ЗХЛ) — 1992.
- Володар Кубка Стенлі в складі «Даллас Старс» — 1999.

## Статистика

### Клубні виступи
| Сезон        | Клуб                   | Ліга         | Регулярний сезон | Регулярний сезон | Регулярний сезон | Регулярний сезон | Регулярний сезон | Плей-оф | Плей-оф | Плей-оф | Плей-оф | Плей-оф |
| Сезон        | Клуб                   | Ліга         | І                | Г                | П                | О                | ШХ               | І       | Г       | П       | О       | ШХ      |
| ------------ | ---------------------- | ------------ | ---------------- | ---------------- | ---------------- | ---------------- | ---------------- | ------- | ------- | ------- | ------- | ------- |
| 1989–90      | «Саскатун Блейдс»      | ЗХЛ          | 56               | 8                | 24               | 32               | 126              | 10      | 2       | 8       | 10      | 16      |
| 1990–91      | «Саскатун Блейдс»      | ЗХЛ          | 68               | 13               | 36               | 49               | 117              | —       | —       | —       | —       | —       |
| 1991–92      | «Саскатун Блейдс»      | ЗХЛ          | 58               | 14               | 40               | 54               | 126              | 22      | 1       | 9       | 10      | 61      |
| 1992–93      | «Каламазу Вінгс»       | ІХЛ          | 3                | 0                | 1                | 1                | 6                | —       | —       | —       | —       | —       |
| 1992–93      | «Міннесота Норт-Старс» | НХЛ          | 53               | 2                | 3                | 5                | 26               | —       | —       | —       | —       | —       |
| 1993–94      | «Каламазу Вінгс»       | ІХЛ          | 43               | 8                | 17               | 25               | 84               | —       | —       | —       | —       | —       |
| 1993–94      | «Даллас Старс»         | НХЛ          | 25               | 0                | 3                | 3                | 22               | 7       | 1       | 1       | 2       | 12      |
| 1994–95      | «Каламазу Вінгс»       | ІХЛ          | 17               | 0                | 6                | 6                | 16               | —       | —       | —       | —       | —       |
| 1994–95      | «Даллас Старс»         | НХЛ          | 14               | 0                | 2                | 2                | 14               | 5       | 0       | 2       | 2       | 4       |
| 1995–96      | «Даллас Старс»         | НХЛ          | 73               | 6                | 16               | 22               | 71               | —       | —       | —       | —       | —       |
| 1996–97      | «Даллас Старс»         | НХЛ          | 57               | 5                | 7                | 12               | 87               | 7       | 0       | 1       | 1       | 20      |
| 1997–98      | «Даллас Старс»         | НХЛ          | 74               | 3                | 15               | 18               | 63               | 16      | 1       | 1       | 2       | 14      |
| 1998–99      | «Даллас Старс»         | НХЛ          | 64               | 3                | 9                | 12               | 51               | 22      | 1       | 5       | 6       | 20      |
| 1999–00      | «Даллас Старс»         | НХЛ          | 70               | 4                | 21               | 25               | 42               | 23      | 2       | 5       | 7       | 14      |
| 2000–01      | «Даллас Старс»         | НХЛ          | 78               | 4                | 16               | 20               | 62               | 10      | 0       | 0       | 0       | 14      |
| 2001–02      | «Даллас Старс»         | НХЛ          | 82               | 9                | 12               | 21               | 52               | —       | —       | —       | —       | —       |
| 2002–03      | «Даллас Старс»         | НХЛ          | 68               | 1                | 5                | 6                | 58               | 12      | 0       | 3       | 3       | 8       |
| 2003–04      | «Даллас Старс»         | НХЛ          | 75               | 1                | 20               | 21               | 36               | 5       | 0       | 1       | 1       | 8       |
| 2005–06      | «Нью-Джерсі Девілс»    | НХЛ          | 62               | 1                | 10               | 11               | 40               | 7       | 0       | 0       | 0       | 4       |
| 2006–07      | «Нью-Джерсі Девілс»    | НХЛ          | 1                | 0                | 0                | 0                | 0                | 9       | 0       | 0       | 0       | 10      |
| 2007–08      | «Лоуелл Девілс»        | АХЛ          | 42               | 1                | 3                | 4                | 40               | —       | —       | —       | —       | —       |
| Усього в НХЛ | Усього в НХЛ           | Усього в НХЛ | 796              | 39               | 139              | 178              | 624              | 123     | 5       | 19      | 24      | 128     |

### Збірна
| Рік                | Команда            | Турнір             | І | Г | П | О | ШХ |
| ------------------ | ------------------ | ------------------ | - | - | - | - | -- |
| 1992               | Канада             | МЧС                | 4 | 0 | 0 | 0 | 2  |
| 2002               | Канада             | ЧС                 | 7 | 1 | 0 | 1 | 6  |
| Молодіжна збірна   | Молодіжна збірна   | Молодіжна збірна   | 4 | 0 | 0 | 0 | 2  |
| Національна збірна | Національна збірна | Національна збірна | 7 | 1 | 0 | 1 | 6  |